# Macenta
Macenta er en by i det sydøstlige Guinea, beliggende tæt ved grænsen til nabolandet Liberia. Byen har et indbyggertal på 43.900 (2006).